# Eduardo Appio
Eduardo Fernando Appio (Erechim, 1971) é um escritor e juiz federal brasileiro, ex-titular da 13.ª Vara Federal de Curitiba, havia sido designado para atuar nos processos da Operação Lava Jato. Segundo a Carta Capital, sua atuação na Lava Jato "promoveu uma mudança de rota na operação". 
Atualmente, Appio está como Juiz da 18ª Vara Previdenciária da Justiça Federal do Paraná, após um acordo com a justiça no qual ele não seria punido por conduta imprópria.

## Biografado
Filho do político Francisco Appio, é doutor em Direito Constitucional pela Universidade Federal de Santa Catarina (UFSC) e fez pós-doutorado na Universidade Federal do Paraná (UFPR).   Foi promotor de Justiça no Paraná e juiz no Rio Grande do Sul. 

## Atuação na 13ª Vara Federal de Curitiba
Eduardo Appio tornou-se titular da 13.ª Vara Federal de Curitiba, em 7 de fevereiro de 2023, após o antecessor Luiz Antônio Bonat ser promovido ao cargo de desembargador para o TRF-4. Tornou-se conhecido por criticar os métodos de Sergio Moro, anteriormente titular dessa Vara Federal. Sua neutralidade foi contestada por Deltan Dallagnol, após vir a público a informação de que seu nome constava no registro de doações eleitorais à campanha de Luiz Inácio Lula da Silva e de que Appio usava a senha LUL2022.  Appio negou ter feito qualquer doação a candidaturas de políticos e disse que a senha seria um protesto individual contra a prisão de Lula, que foi posteriormente considerada ilegal. Além da doação de R$ 13 a Lula, Appio teria doado R$ 40 à candidatura de Ana Júlia Pires Ribeiro. Em março de 2023, o senador Flávio Bolsonaro pediu o afastamento de Appio ao Conselho Nacional de Justiça, por suposto "envolvimento em atividade politico partidárias" e "conduta imoral".
Durante sua breve atuação na vara federal, Appio revogou algumas decisões de Moro em processos da Lava Jato. Em maio, reverteu a sentença contra Sérgio Cabral, condenado em 2017, mas a decisão foi anulada pelo TRF-4 em razão de questionamentos a respeito da imparcialidade de Appio.  Outra decisão revertida no TRF-4 foi a liberação de uma conta bloqueada, com R$ 35 milhões, de Antônio Palocci, por incompetência da vara curitibana. Além disso, solicitou a inclusão de Rodrigo Tacla Duran, empresário que acusa Moro e Dallagnol de extorsão, no programa de proteção a testemunhas. Após colher depoimento de Tacla Duran, Appio relatou ter sofrido ameaças e solicitou ao TRF-4 reforço em sua segurança pessoal, e argumentou que as ameaças decorrem do poder político de Moro e Dallagnol. 

### Afastamento e correição
Em 22 de maio de 2023, por decisão do TRF-4, Eduardo Appio foi afastado da 13.ª Vara Federal de Curitiba, após ser acusado de ameaçar o filho do desembargador Marcelo Malucelli. Segundo a representação do desembargador, Appio teria telefonado a João Eduardo Barreto Malucelli, sócio de Sergio Moro e sua esposa, através de um número privado, e feito ilações a respeito de irregularidades no imposto de renda do advogado. Durante a ligação, ocorrida em abril, teria perguntado: "O senhor tem certeza que não tem aprontado nada?" Em entrevista ao jornalista Leandro Demori em 2024, Appio confessou ter feito a ligação e explicou as circunstâncias que o levaram a fazê-la. Em abril, Appio denunciou Malucelli ao Conselho Nacional de Justiça, sob a alegação dele ter descumprido ordens do Supremo Tribunal Federal e ter cometido abuso de autoridade, quando restabeleceu a prisão preventiva de Rodrigo Tacla Duran.
Segundo o TRF-4, houve possível violação a seis regras do Código de Ética da Magistratura. O telefonema foi gravado e, segundo laudo da Polícia Federal, um dos indícios apresentados para o afastamento, numa escala de -4 a +4, a correspondência da voz de Appio com a do autor do telefonema é +3. Porém, segundo parecer apresentado pela defesa de Appio, uma perícia efetuada pelo técnico Pablo Arantes comprova que a voz na ligação não é a de Eduardo Appio. O Conselho Nacional de Justiça determinou a abertura de correição para apurar controvérsias envolvendo o TRF-4 e a 13.ª Vara Federal de Curitiba.
Em 17 de julho de 2023, o Conselho Nacional de Justiça decidiu manter Appio afastado da 13ª Vara Federal de Curitiba. O corregedor Nacional de Justiça, Luis Felipe Salomão, considerou existirem "elementos suficientes à manutenção do afastamento do magistrado até o final das apurações". Além disso, Salomão afirmou que Appio teria utilizado dados e informações do sistema da Justiça Federal para constranger o desembargador Marcelo Malucelli, afirmando que "a utilização dessas informações para constranger ou intimidar desembargador do Tribunal representa, por si só, em tese, conduta gravíssima e apta a justificar o afastamento provisório e cautelar do magistrado sob investigação". A defesa do magistrado disse que irá recorrer da decisão de Salomão.

### Decisão do STF e transferência
Em 19 de setembro de 2023, Dias Toffoli, ministro do Supremo Tribunal Federal anulou a suspeição de Eduardo Appio, declarada pelo TRF-4 em maio, e interrompeu o processo administrativo que tramitava contra o juiz. A defesa de Appio buscava reverter o afastamento da 13ª Vara Federal de Curitiba. Entretanto, durante audiência de reconciliação no Conselho Nacional de Justiça, Appio admitiu uma conduta imprópria e solicitou transferência da 13ª Vara Federal de Curitiba. Apesar disso, negou a autoria do telefonema que motivou o primeiro afastamento. Nos termos desse acordo, Appio deve se candidatar à transferência para a 18ª Vara Previdenciária da Justiça Federal em Curitiba.

## Publicações

### Livros
- Habeas Corpus No Cível.  Livraria do Advogado Editora, 2000. ISBN 978-8573481389
- Controle de Constitucionalidade no Brasil. Juruá Editora, 2005. ISBN 978-8536208862
- Discricionariedade Política do Poder Judiciário - Cartonado. Juruá Editora, 2005. ISBN 978-8536211367
- Ação Civil Pública no Estado Democrático de Direito. Juruá Editora, 2005. ISBN 978-8536209609
- Controle judicial das políticas públicas no Brasil. Juruá Editora, 2007. ISBN 978-8536208770
- Controle Difuso de Constitucionalidade - Modulação dos Efeitos, Uniformização de Jurisprudência e Coisa Julgada. Juruá Editora, 2008. ISBN 978-8536220895
- Direito Das Minorias. Revista dos Tribunais, 2008. ISBN 978-8520333662